# Clusia troncosii
Clusia troncosii är en tvåhjärtbladig växtart som beskrevs av B. Maguire. Clusia troncosii ingår i släktet Clusia och familjen Clusiaceae. Inga underarter finns listade i Catalogue of Life.